# Paul Mescal
Paul Colm Michael Mescal (ur. 2 lutego 1996 w Maynooth) – irlandzki aktor filmowy, teatralny i telewizyjny.
Zyskał sławę dzięki roli w miniserialu Normalni ludzie (2020), za którą otrzymał nagrodę BAFTA TV Award i nominację do nagrody Primetime Emmy Award. Za występ w filmie Aftersun (2022) był nominowany do Oscara dla najlepszego aktora pierwszoplanowego.

## Życiorys

### Rodzina i edukacja
Mescal urodził się 2 lutego 1996 roku w Maynooth, w hrabstwie Kildare, jako najstarszy syn Dearbhli, funkcjonariuszki Gardy, i Paula – nauczyciela. Ma brata Donnacha i siostrę Nell. 
Uczęszczał do Maynooth Post Primary School, gdzie odkrył pasję do aktorstwa, grając główną rolę w Upiorze w operze. Przed Normal People jego praca na ekranie składała się głównie z reklamy Denny (popularnej irlandzkiej marki kiełbasek i bekonu). Ukończył studia licencjackie z aktorstwa w 2017 w The Lir Academy w Trinity College w Dublinie.
Był gaelickim piłkarzem Kildare i członkiem klubu Maynooth GAA. Porzucił sport po kontuzji szczęki.

### Kariera
Po ukończeniu Trinity College otrzymał propozycję zagrania w dwóch produkcjach teatralnych: Angela's Ashes i Wielki Gatsby. Przyjął tę drugą i zagrał tytułowego Jaya Gatsby'ego w Gate Theatre w Dublinie.  W tym samym roku wcielił się także w Księcia we współczesnej wersji Czerwonych pantofelków Hansa Christiana Andersena w tym samym teatrze.  Pojawił się w sztuce Asking for It autorstwa Louise O'Neill w 2018 w Abbey Theatre w Dublinie. W tym samym roku zadebiutował na londyńskiej scenie rolą w sztuce The Plough and the Stars w Lyric Hammersmith i wystąpił w produkcjach Rough Magic Theatre Company A Midsummer Night's Dream na Kilkenny Arts Festival i A Portrait of the Artist as a Young Man na Dublin Theatre Festival. W 2020 roku wystąpił w sztuce The Lieutenant of Inishmore w dublińskim Gaiety Theatre. 
Swoją pierwszą rolę telewizyjną zagrał w miniserialu dramatycznym Normalni ludzie, adaptacji powieści Sally Rooney o tym samym tytule z 2018, za którą zdobył nominację BAFTA dla najlepszego aktora pierwszoplanowego. Otrzymał także nominacje do nagrody Primetime Emmy Award dla najlepszego aktora pierwszoplanowego w serialu lub filmie oraz Critics' Choice Television Award dla najlepszego aktora w filmie/miniserialu. Wystąpił w filmie krótkometrażowym Drifting, który był wyświetlany na Galway Film Fleadh 2020.  Zagrał strażaka w miniserialu Channel 5 The Deceived i pojawił się w teledysku do piosenki Scarlet The Rolling Stones w sierpniu.
Zadebiutował w filmie fabularnym drugoplanową rolą w filmie Maggie Gyllenhaal Córka (2021).  Następnie zagrał w Carmen (2023), współczesnej filmowej adaptacji opery o tej samej nazwie, której premiera odbyła się na Międzynarodowym Festiwalu Filmowym w Toronto w 2022. W grudniu 2022 premierowo wcielił się w Stanleya Kowalskiego w spektaklu Tramwaj zwany pożądaniem Tennessee Williamsa w Almeida Theatre. Za tę rolę otrzymał nagrodę Laurence'a Oliviera dla najlepszego aktora. Za występ w filmie Aftersun (2022) był nominowany do Oscara dla najlepszego aktora pierwszoplanowego.
Za rolę w filmie Andrew Haigh'a Dobrzy nieznajomi (2023) otrzymał nominację do nagrody BAFTA dla najlepszego aktora drugoplanowego. Wystąpił w filmie Foe. Zagrał główną rolę, Franklina Sheparda, w Merrily We Roll Along Richarda Linklatera, filmowej adaptacji musicalu z 1981 o tym samym tytule. Zagrał w Gladiatorze 2, sequelu dramatu historycznego Ridleya Scotta z 2000. 

### Życie prywatne
Mówi po angielsku i irlandzku. Był w związku z piosenkarką Phoebe Bridgers. Pojawił się w teledysku Bridgers do piosenki Savior Complex w reżyserii Phoebe Waller-Bridge.
Gra na pianinie i wykonywał covery piosenek ze swoją siostrą, piosenkarką Nell Mescal. W lipcu 2020 roku aktor zaśpiewał z piosenkarzem Dermotem Kennedym w Muzeum Historii Naturalnej w Londynie. W październiku tego samego roku, razem z m.in. Morganem Freemanem, Laurie Metcalf czy Johnem Malkovich wziął udział w wirtualnym czytaniu sztuki "This Is Our Youth" Kennetha Lonergana w ramach serii na rzecz organizacji charytatywnej Actors Fund of America. W 2023 roku został członkiem Amerykańskiej Akademii Sztuki i Wiedzy Filmowej.